# Draper Laboratory

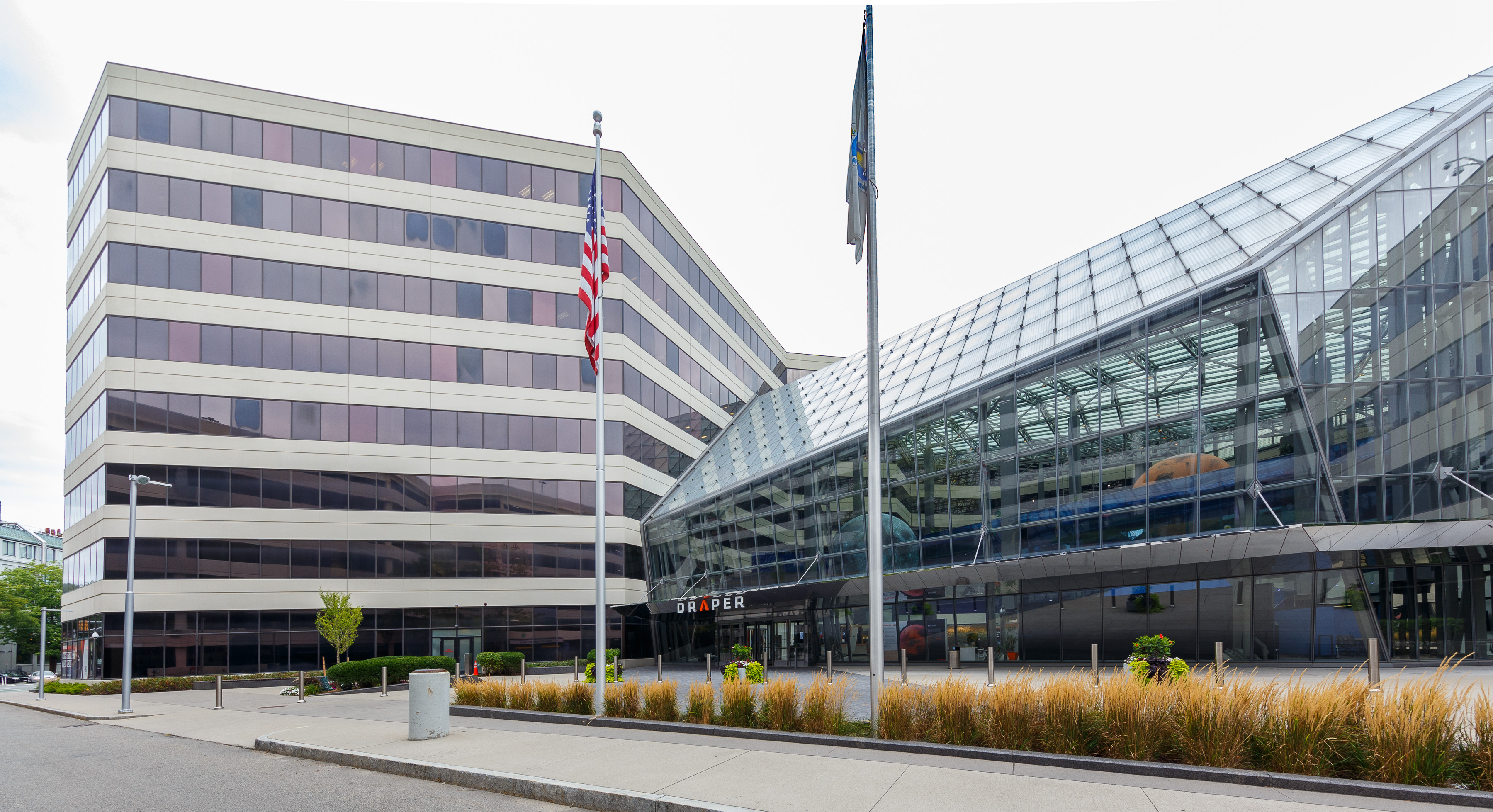
Charles Stark Draper Laboratory w Cambridge w stanie Massachusetts (2024)

Draper Laboratory Inc. dawniej MIT Instrumentation Laboratory – założone przez Charlesa Stark Drapera pod koniec lat trzydziestych XX wieku celem nauczania studentów projektowania instrumentów naukowych niezbędnych do dokładnego pomiaru i analizy ruchu statków powietrznych. Mieści się w Cambridge w stanie Massachusetts. Podczas II wojny światowej Instrumentation Lab opracowało inercyjny system nawigacyjny, a po zawarciu odpowiednich umów z amerykańskim Departamentem Obrony na opracowanie systemów nawigacji dla rakietowych pocisków balistycznych ta dziedzina stała się podstawowym polem działalności laboratorium. Rezultatem prowadzonych w Instrumentation Laboratory prac były między innymi systemy nawigacyjne dla programów Apollo i pocisków balistycznych SLBM serii Polaris. W 1973 roku – częściowo z powodu protestów antywojennych – Draper zostało wyodrębnione z MIT.